# Габријел Марсел
Габријел Оноре Марсел (7. децембар 1889—8. октобар 1973.) је био француски филозоф, драмски писац, музички критичар и водећи хришћански егзистенцијалист.  Аутор преко десетак књига и најмање тридесет представа. Често се сматра првим француским егзистенцијалистом.

## Марсел као егзистенцијалист
Егзистенцијализам се средином XX века нашао у средишту расправа са марксизмом, психоанализом, структурализмом око могућности истраживања човека као и могућности филозофије; истовремено, настојао је да изгради један посебан тип рационалности који би се могао супротставити сцијентизму и различитим облицима детерминистичког редукционизма и да при том сачува специфични начин посматрања људског опстанка. Са јењавањем утицаја егзистенцијализма нису нестала и његова методолошка достигнућа, његове теме; при том, треба разликовати егзистенцијализам као филозофски правац и егзистенцијалистичку проблематику која остаје трајно актуелна будући да је најтешње повезана с човековим непо-средним опстанком у свету и његовом вечном потрагом за смислом.
Габриел Марсел утемељивач је католичког егзистенцијализма; међу његовим важнијим списима су: Метафизички дневник (1925), Бити и имати (1935), Човек – скитница (1945), Људи против људског (1951), Тајна бивствовања И-ИИ (1951), Есеј о конкретној филозофији (1967). 
Сва Марселова дела састављена су од кратких фрагмената, дневничких бележака. То није само стилистичка особеност његове форме изражавања, већ последица фундаменталних принципа његове филозофије. Он је пре свега под утицајем хришћанске форме исповести, а циљ исповести је у томе да се мислима да интимни живот, њихова истинска егзистенција, која је данас од оне која је била јуче или од оне која ће бити стутра. Филозофија постојања која открива аутентичну суштину егзистенцију човека не треба да излаже мртвим језиком апстракција већ тако да би звучао усамљен глас човека који се чује сада и овде. Као убеђени католик Марсел је одбацивао томизам као рационалистичко учење које покушава да измири веру и позитивну науку. Постојање Бога треба изводити из постојања човека, из тајне која се налази у људској свести. Ако се истина не слаже са ортодоксном вером, утолико горе по ортодоксију.
Марсел је изградио сопствени оригинални систем филозофских категорија, упоредо с филозофским категоријама (бивствовање, трансцендентно, онтолошко) ставља и хришћанске појмове (љубав, оте-лотворење, верност, мучеништво, слобода, потчињеност, нада, очајање, доказ, тајна, жеља и др). Иако се све његове категорије обично јављају у паровима, већ овим непотпуним њиховим набрајањима видно је да ту налазимо читав низ типично "егзистенцијалних" појмова.